# Dawkomierz DP-70
Dawkomierz chemiczny DP-70 – radziecki przyrząd dozymetryczny używany między innymi w ludowym Wojsku Polskim, przeznaczony do pomiaru pochłoniętych indywidualnych dawek promieniowania jonizującego.

## Charakterystyka przyrządu
Wprowadzony do Wojska Polskiego w końcu lat 50. XX w. dawkomierz DP-70 mierzył dawkę promieniowania gamma i neutronowego w zakresie od 50 do 800 rentgenów o energii 0,1-3 MeV. Wewnątrz metalowego futerału znajdowała się ampułka z roztworem zmieniającym swoje zabarwienie w ciągu 40–60 minut od chwili zakończenia oddziaływania nań promieniowania gamma. Zabarwienie utrzymywało się przez 10 dni. W tym czasie można było otworzyć 5-6 krotnie futerał na jedną minutę. Dłuższe oddziaływanie światła mogło spowodować rozkład roztworu wskaźnikowego. Wielkość pochłoniętych dawek odczytywało się na skali ruchomego dysku kolorymetru PK-56, a błąd pomiaru nie przekraczał ±20%. W efekcie prac modernizacyjnych do standardu DP-70MP uzyskano wydłużenie czasu składowania z 2 do 5 lat.